# Nguyễn Ngọc Loan
Nguyễn Ngọc Loan (Thu Duc, 11 dicembre 1930 – Burke, 14 luglio 1998) è stato un generale e politico vietnamita.
Fu il capo della Polizia Nazionale della Repubblica del Vietnam.

## Biografia
Cresciuto in una famiglia di undici figli, figlio di facoltoso ingegnere, scelse la carriera militare come pilota aeronautico. I buddisti di Hué, il 12 marzo 1966 e nei giorni successivi, iniziarono una manifestazione di protesta, chiedendo che si indicessero elezioni per dare al paese un governo democratico. La protesta sfociò in una rivolta violenta che si diffuse verso Sud, lungo le città costiere: ai portuali e impiegati, si unirono bande di giovani che incendiavano le automobili e devastavano i negozi. A questi si aggiunsero le truppe del generale Nguyen Thi Chanh, unitesi ai rivoltosi.
Il premier Ky in un primo tempo acconsentì a dare le dimissioni e Thich Tri Quang, influente monaco buddista, invitò i suoi seguaci a cessare i tumulti ma Ky in seguito ci ripensò e mandò a Danang il colonnello Nguyen Ngoc Loan, che con carri armati rastrellò la città, fece massacrare parecchie centinaia di soldati ribelli e oltre cento civili. Nguyễn Ngọc Loan era un generale di brigata dell'Esercito della Repubblica del Vietnam, posto a capo della polizia nazionale, accusato di essere sanguinario in seguito ad un fatto di cronaca immortalato in una fotografia che fece il giro del mondo.
Nguyễn, infatti, giustiziò sommariamente e brutalmente Nguyễn Văn Lém, un prigioniero Viet Cong, di fronte ad un cameraman dell'NBC e ad un fotografo dell'Associated Press, Eddie Adams, il 1º febbraio del 1968; benché taciuta alla pubblica opinione, l'accusa nei confronti del Viet Cong sommariamente giustiziato era quella di avere assassinato alcuni famigliari del generale Loan. La foto (che cattura "Il Generale Nguyễn Ngọc Loan mentre giustizia un prigioniero Viet Cong a Saigon") e il filmato divennero due delle più famose testimonianze giornalistiche che iniziarono a cambiare l'opinione pubblica americana riguardo all'intervento nella Guerra del Vietnam del proprio paese. Nella foto, Nguyễn Văn Lém è prigioniero, le sue mani sono state legate ed è di fronte ai giornalisti. Il Generale Loan, estratto il suo revolver, tranquillamente uccide il prigioniero con un singolo colpo alla tempia destra.
Lasciò il Vietnam durante la liberazione di Saigon, nel 1975. Nonostante fosse accusato di avere violato palesemente la Convenzione di Ginevra, non fu mai perseguito per crimini di guerra grazie alla protezione degli Stati Uniti d'America. Si rifugiò in Virginia ed aprì un ristorante pizzeria, ma dovette venderlo dopo che il suo passato fu di nuovo di dominio pubblico nel 1991, quando un cliente abituale gli scrisse "sappiamo chi sei" su una porta del suo ristorante. È morto di cancro il 14 luglio 1998 a Burke, in Virginia, un sobborgo di Washington. È stato sposato a Chin Mai, dalla quale ha avuto cinque figli.

## Esecuzione del prigioniero
Il Generale Nguyễn Ngọc Loan mentre giustizia un prigioniero Việt Cộng a Saigon (General Nguyễn Ngọc Loan Executing a Viet Cong Prisoner in Saigon) è una fotografia scattata da Eddie Adams il 1º febbraio 1968 che mostra il capo della Polizia Nazionale della Repubblica del Vietnam Nguyễn Ngọc Loan giustiziare l'ufficiale Viet Cong Nguyễn Văn Lém a Saigon durante l'Offensiva del Têt.
La fotografia di Adams mostra il momento in cui il proiettile è stato esploso; il Việt Cộng morto, con la bocca contratta in una smorfia ed i capelli ancora mossi dallo sparo, non ha ancora cominciato a cadere.
Il fatto venne immortalato anche da un cameraman dell'NBC, ma la fotografia di Adams rimane l'immagine del fatto per antonomasia e fece il giro del mondo sulle prime pagine di tutti i giornali.
La vedova di Lém confermò che suo marito era un membro dei Việt Cộng e che non lo vide più dopo l'inizio dell'offensiva del Têt. Benché alcuni critici ancora sostengano che l'azione di Nguyễn Ngọc Loan abbia violato la convenzione di Ginevra per il trattamento dei prigionieri di guerra (Nguyễn Văn Lém non stava portando un'uniforme né stava combattendo contro presunti soldati nemici, come è risultato dalla commissione contro i crimini di guerra), i diritti di prigioniero di guerra venivano accordati ai Việt Cộng a condizione di essere catturati durante le operazioni militari; quelli considerati come guerriglieri erano soggetti soltanto alle leggi del governo sud-vietnamita, che in ogni caso non prevedevano la morte senza processo per i prigionieri. 
Tuttavia il vietcong in questione era stato arrestato dopo che aveva tagliato la gola ad un ufficiale sud vietnamita, sua moglie e sei dei suoi figli (uno dei quali sopravvisse) per essersi rifiutato di mostrare ai vietcong come operare dei carri armati che erano stati catturati da questi e di conseguenza, in base alla Convenzione di Ginevra del 1949, l'ufficiale vietcong Nguyễn Văn Lém aveva violato lui stesso le leggi di guerra in merito ai prigionieri e non portando con sé un'arma e una divisa che stabilisse la sua appartenenza, non poteva essere considerato come prigioniero di guerra, ma semmai come franco tiratore, dove, per le leggi internazionali, il franco tiratore (o unlawful combatant in inglese) che si macchia di crimini di guerra può essere giustiziato dagli organi competenti, posto a seguito di un regolare processo; tuttavia, nel 1968, questa regola veniva generalmente interpretata come se il franco tiratore avesse diritto ad un processo, a meno che condizioni particolari ed eccezionali impediscano agli organi competenti di giudicare l'imputato (come poteva essere interpretata nel caso dell'offensiva del Tet, che aveva quasi comportato l'invasione del Vietnam del Sud): in quel caso il franco tiratore poteva essere giustiziato dall'ufficiale superiore in comando dell'unità militare e solo con successivi chiarimenti della interpretazione stessa, si stabilì l'inviolabilità della sentenza di un processo militare per giustificare l'esecuzione.
Durante l'offensiva del Tết, Loan e la sua polizia mantennero buona parte di Saigon fuori dal controllo dei Việt Cộng fino alla conclusione della guerra. Durante la difesa di Saigon, Nguyễn spostò le sue truppe dalla difesa dell'ambasciata americana al palazzo presidenziale, un atto per cui gli americani nel Vietnam non lo perdonarono mai.
Quando venne interrogato da Oriana Fallaci, durante la sua degenza in ospedale dovuta ad una ferita alla gamba, sul motivo dell'esecuzione del prigioniero, la risposta fu la seguente:
"[...] Non aveva l'uniforme. E io non riesco a rispettare un uomo che spara senza indossar l'uniforme. Perché è troppo comodo: ammazzi e non sei riconosciuto. Un nordvietnamita io lo rispetto perché è vestito da soldato come me, e quindi rischia come me. Ma un vietcong in borghese... [...]"
La fotografia di Adams vinse il premio Pulitzer nel 1969, benché successivamente il fotografo disse di rammaricarsi dell'effetto che poi ebbe, quando si trasformò in un'icona pacifista:
Per quanto riguarda il Generale Loan e la sua famosa fotografia, Eddie Adams in seguito scrisse sul Time:
Le immagini fotografiche sono le armi più potenti del mondo.
La gente ci crede, ma le fotografie mentono, anche senza essere manipolate.
Sono soltanto mezze-verità. Ciò che la fotografia non ha detto era: 'che cosa avreste fatto voi se foste stati il Generale in quel momento, in quel posto e in quel giorno caldo, ed aveste catturato il cosiddetto cattivo dopo che avesse fatto fuori, due o tre soldati americani?'
come fate a sapere che non avreste tirato il grilletto voi stessi?»
La foto fece comprendere al pubblico americano, più di ogni altra inchiesta, che il governo sud vietnamita non era un governo democratico, ma una dittatura corrotta e militarista, in cui il valore della vita umana non godeva di alcuna considerazione. Accuse che potevano essere legittimamente rivolte anche al Vietnam del Nord, ma proprio questa indistinguibilità morale, agli occhi dell'opinione pubblica americana, contribuì a rendere la guerra del Vietnam un inutile spreco di vite umane e di denari dei contribuenti.

## Curiosità
Un'interessante intervista al Generale Loan si può trovare riportata nel libro Niente e così sia di Oriana Fallaci. In essa traspare un altro lato della personalità del generale, uomo che compone poesie e risulta dotato di più umanità di quanto apparirebbe. Alla domanda della Fallaci se egli fosse un uomo crudele, Loan rispose:
(risposta di Nguyễn Ngọc Loan a Oriana Fallaci, Niente e così sia)